# Milton (Florida)
Milton és una població dels Estats Units, seu del comtat de Santa Rosa, a l'estat de Florida. Segons el cens del 2000 tenia 7.045 habitants.

## Demografia
Segons el cens del 2000, Milton tenia 7.045 habitants, 2.674 habitatges, i 1.831 famílies. La densitat de població era de 622,4 habitants/km².
Dels 2.674 habitatges en un 33,9% hi vivien nens de menys de 18 anys, en un 49,7% hi vivien parelles casades, en un 15,6% dones solteres, i en un 31,5% no eren unitats familiars. En el 27,2% dels habitatges hi vivien persones soles el 12% de les quals corresponia a persones de 65 anys o més que vivien soles. El nombre mitjà de persones vivint en cada habitatge era de 2,51 i el nombre mitjà de persones que vivien en cada família era de 3,04.
Per edats la població es repartia de la següent manera: un 27,3% tenia menys de 18 anys, un 8,9% entre 18 i 24, un 28,2% entre 25 i 44, un 18,8% de 45 a 60 i un 16,8% 65 anys o més.
L'edat mediana era de 34 anys. Per cada 100 dones de 18 o més anys hi havia 81,1 homes.
La renda mediana per habitatge era de 30.060 $ i la renda mediana per família de 34.889 $. Els homes tenien una renda mediana de 30.352 $ mentre que les dones 18.973 $. La renda per capita de la població era de 15.685 $. Entorn del 10,9% de les famílies i el 16,6% de la població estaven per davall del llindar de pobresa.

## Poblacions més properes
El següent diagrama mostra les poblacions més properes.